# Nikopoljska biskupija
Nikopoljska biskupija (lat. Dioecesis Nicopolitanus, bug. Епархия Никопол) je dijeceza Katoličke Crkve u Bugarskoj zapadnog obreda.
Biskupija je osnovana 1789. godine, za vrijeme pape Pija VI., i do tada se nalazi pod izravnom upravom Svete stolice.
Biskupska prijestolnica je Ruse, iako je biskupija nazvana po Nikopolju. U Ruseu se nalazi i Katedrala sv. Pavla.
Trenutačni biskup je Petko Jordanov Kristov, koji tu dužnost neprekidno vrši od 1994. godine.
Uz Sofijsko-plovdivsku biskupiju jedina je biskupija Katoličke Crkve na području Bugarske.